# アドレナリン
アドレナリン（adrenaline、英名）、エピネフリン（epinephrine、米名、IUPAC組織名：4-[1-ヒドロキシ-2-(メチルアミノ)エチル]ベンゼン-1,2-ジオール）は、副腎髄質より分泌されるホルモンであり、医薬品である。また、神経節や脳神経系における神経伝達物質でもある。分子式はC9H13NO3である。闘争・逃走反応において重要な役割を果たす。
ストレス反応の中心的役割を果たし、血中に放出されると心拍数や血圧を上げ、瞳孔を開きブドウ糖の血中濃度（血糖値）を上げる作用などがある。
「生体内で合成される生理活性物質」という捉え方と、「医薬品」という捉え方の違いから、生物学の教科書・論文では世界共通でアドレナリンと呼んでいる。欧州薬局方では「アドレナリン」が採用されているほか、日本でも医薬品の正式名称を定める日本薬局方が2006年4月に改正され、一般名がエピネフリンからアドレナリンに変更されている。

## 生理学的効果
交感神経が興奮した状態、すなわち「闘争か逃走か (fight-or-flight)」のホルモンと呼ばれる。動物が敵から身を守る、あるいは獲物を捕食する必要にせまられるなどといった状態に相当するストレス応答を、全身の器官に引き起こす。
- 運動器官への血液供給増大を引き起こす反応
  - 心筋収縮力の上昇
  - 心、肝、骨格筋の血管拡張
  - 皮膚、粘膜の血管収縮
  - 消化管運動低下
- 呼吸におけるガス交換効率の上昇を引き起こす反応
  - 気管支平滑筋弛緩
- 感覚器官の感度を上げる反応
  - 瞳孔散大
- 痛覚の麻痺
- 勃起不全

興奮すると分泌される。例えば喧嘩になった時に分泌されて、血まみれや骨折の状態になっても全く痛みを感じないといったケースもある。

## 構造と生合成
アドレナリンはカテコールアミン（アドレナリン、ノルアドレナリンおよびドーパミン）の一つである。L-チロシンからL-ドーパを経て順にドーパミン、ノルアドレナリン（ノルエピネフリン）、アドレナリン（エピネフリン）と生合成される。

## 歴史
アドレナリンは1895年にナポレオン・ツィブルスキによって初めて発見された。彼が動物の副腎から抽出したものには血圧を上げる効果が見られたが、これにはアドレナリンとその他のカテコールアミンも含まれていた。彼はこれらの抽出物を"nadnerczyna"と呼んだ。これとは独立に、ニュージャージーの研究所にいた高峰譲吉と助手の上中啓三は1900年にウシの副腎からアドレナリンを発見し、1901年に世界で初めて結晶化に成功した。この時、実際に実験に成功したのは上中であった。同時期、副腎から放出されている血圧を上げる物質の抽出研究は世界中で行われており、ドイツのフェルトはブタから分離した物質に「スプラレニン (suprarenin)」、アメリカ合衆国の研究者ジョン・ジェイコブ・エイベルはヒツジの副腎から分離した物質に「エピネフリン (epinephrine)」と名付けた。アドレナリンとスプラレニンはラテン語（前置詞 ad「〜の近くに」または supra「〜の上に」と rēn「腎臓」）、エピネフリンはギリシア語（epi「〜の上に」と nephros「腎臓」）でそれぞれ副腎を意味する語に由来する。 アドレナリンは1904年にフリードリヒ・シュトルツおよびヘンリー・デーキンらによって独立に合成された。
エピネフリンはアドレナリンとは分子式の異なる物質であったが、高峰の死後に、エイベルは高峰の研究は自分の盗作であると主張した。これはアドレナリン発表寸前に高峰がエイベルの研究室を訪問した事実を盾に取った主張であった。それまでの実績が主として発酵学の分野で、こうした分野での実績に乏しい高峰が、研究に大きな役割を果たした上中の功績を強調せず、自己の業績として発表したことも、本当に高峰らの業績だったのかを疑わせる一因であったと指摘する考えもある。しかし、後年、上中の残した実験ノートより反証が示されており、またエイベルの方式では抽出できないことも判明して、高峰と上中のチームが最初のアドレナリンの発見者であったことは確定している。なお、上中が残した実験ノートは兵庫県西宮市の名刹・教行寺に保管されている。
現在ではアドレナリンもエピネフリンも同じ物質のことを指しているが、ヨーロッパでは高峰らの功績を認めて「アドレナリン」の名称が使われているのに対して、アメリカではエイベルの主張を受けて、副腎髄質ホルモンを「エピネフリン」と呼んでいる。

## 医療用途

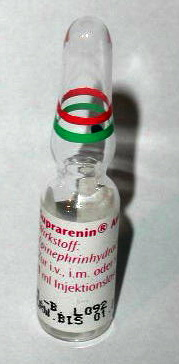
アドレナリン（商品名「スプラレニン」）のアンプル

アドレナリンは心停止時に用いたり、アナフィラキシーショックや敗血症に対する血管収縮薬や、気管支喘息発作時の気管支拡張薬として用いられる。有害反応には、動悸、心悸亢進、不安、頭痛、振戦、高血圧などがある。
心停止の4つの病態、すなわち心室細動、無脈性心室頻拍、心静止、無脈性電気活動はいずれも心マッサージは必要であるが、そのうち前2者は除細動が、後２者に対してはアドレナリンが第1選択として長く使用されてきた。近年ではバソプレシンが救命率、生存退院率に寄与する場合もあると言われてバソプレシンも補助的に使用を推奨される場合もある。
アドレナリンの投与法は、その時の病態や個人差による感受性の差があるので一律には決められないが、アナフィラキシーショックの場合は筋肉注射や皮下注射では１回投与量は0.2～0.5mlであり、原則0.5ml以下を守るべきである。血圧等vital signを見ながら数秒毎ないし数分毎の追加も考慮しなければならない。代謝は速やかなので、1回投与量および必要による複数回追加の配慮、これが治療のポイントである。筋注か皮下注かによる臨床上の大きな違いはない。
点滴や静脈内投与の場合、希釈割合、投与速度、ワンショット後押し、等の様々なやり方によりその効果が変わってくる。なお心静止時の静脈投与や1mg心内注の臨床上の使用目的は別に扱うべき問題である。
- メモ１.　循環器内科領域で心疾患にβblockerを使う頻度が極めて多くなっている。βブロッカー内服中の患者のアナフィラキシーショックで、大量のアドレナリンでも効果不十分でグルカゴンでやっと効果が出て回復したとの次の症例報告は貴重である。『遮断薬内服中のため治療に難渋した造影剤アナフィラキシーショックによる心肺停止に対してグルカゴン投与で救命できた1例.　 仙台市立病院医誌35, 62-65, 2015.　https://hospital.city.sendai.jp/pdf/p062-065%2035.pdf　』
- メモ2.　β1選択的であってもβ2選択的気管支喘息薬と併用するのは原則禁忌で、極めて慎重を期する問題である。
- メモ3.　フェノチアジン系の抗精神病薬はα1-blockade作用があるため、かつては「アドレナリン反転」と言って、アナフィラキシーショックの際のアドレナリン併用禁忌とされた時期があったが、2018年3月になり日本でもアナフィラキシーショックの場合は、抗精神病薬とアドレナリンの「併用禁忌」が正式に解除された。世界では併用禁忌に元々なっていない。日本で併用禁忌になった経緯は不明。
- メモ4　『Epinephrine absorption in children with a history of anaphylaxis. J Allergy Clin Immunol. 1998 Jan;101(1 Pt 1):33-7. https://pubmed.ncbi.nlm.nih.gov/9449498/  』アドレナリン注射の注射経路と効果については、この論文を根拠にしてアドレナリン投与は筋注でなければ駄目だとの意見がある。しかしこの論文では測定値に外因性・内因性を区別していない。即ちこのデータには神経反射による内因性アドレナリン放出も含むと考えられる。また皮下注射でも筋肉注射でも最、短測定時間の5分に最初のピークがあるので、効果の発現時間にも大きな差はないと言える。最大効果発現強度や最大効果発現時間には筋注・皮下注の差はあるとしても、個体間の感受性の差・同一個体での病態による感受性の差を考えると、皮下注を否定する根拠は乏しい。実地臨床で大切なのはアドレナリン注射の効果を見ながら、必要時の追加投与のタイミングを見定めることである。

また局所麻酔剤に10万分の1程度添加して、麻酔時間の延長、局所麻酔剤中毒の予防、手術時出血の抑制を図ることもある。
代謝は、まずモノアミン酸化酵素によって酸化（脱アミノ化）され、最終的にはバニリルマンデル酸として尿中に排泄される。
商品名として「エピスタ」「ボスミン」「エピペン」がある。

### 併用禁忌
- カフェイン(カフェイン飲料・製剤)-相互に作用を増強させ、心臓に負荷をかける。突然死の原因につながることもある。
- タバコ(喫煙) - 相互に作用を増強、精神活動を賦活、錯乱を招く恐れがある。
- 血管拡張作用のある薬 - 血管収縮作用を減弱させ、相互に効力を弱める。
- ブチロフェノン系、フェノチアジン系薬等(α遮断作用のある薬)-アドレナリンの作用を逆転させ、急激な血圧降下を起こす。

## アドレナリンと疾患
褐色細胞腫は副腎腫瘍の一つであり、多量のカテコールアミンが分泌される疾患である。

## 社会と文化

### アドレナリン中毒
アドレナリン中毒、アドレナリン・ジャンキー（adrenaline junkie）とは、「物理的、社会的、法的、財政的リスクを無視した、新規で強烈な経験の追求」で得られる感覚の追求に取り組んでいる人のことを指す。それらの活動として、極端に危険なスポーツ、薬物乱用、危険セックス、犯罪行為があげられる。この用語は、生理的ストレスにある環境での、アドレナリンの循環レベルの増加に関連するものである 。

### 火事場の馬鹿力
アドレナリンは、非常に強力な肉体力（火事場の馬鹿力）に関係しており、これはしばしば危機の時に発生する。たとえば、子供が下に閉じ込められたときに、親が車の一部を持ち上げたというエピソードが存在する。